# شهرستان الملاجم
ناحیهٔ الملاجم (به عربی: مدیریة الملاجم) یک ناحیه در یمن است که در شهر البیضاء واقع شده‌است.

## خصوصیات
ناحیهٔ الملاجم ۲۹٬۵۷۳ نفر جمعیت دارد.